# História da Checoslováquia
A História da Checoslováquia começa com o colapso do Império Austro-Húngaro após o fim da Primeira Guerra Mundial, o que levou à criação do Estado independente da Tchecoslováquia (em eslovaco: Československá; em checo: Československá). Este país foi formado com o apoio, entre outros, do presidente dos EUA Woodrow Wilson. Os tchecos e eslovacos não estavam no mesmo nível de desenvolvimento econômico e tecnológico, mas a liberdade e oportunidade encontrada em uma Tchecoslováquia independentemente lhes permitiu mover-se para superar essas desigualdades, entretanto a diferença cultural nunca foi totalmente superada e desempenhou um papel contínuo por mais de setenta e cinco anos de união.
Assim, a criação da Checoslováquia em 28 de outubro de 1918, foi o culminar de uma longa luta dos tchecos contra seus governantes austríacos e dos eslovacos contra os seus governantes húngaros.

## Origens da Checoslováquia

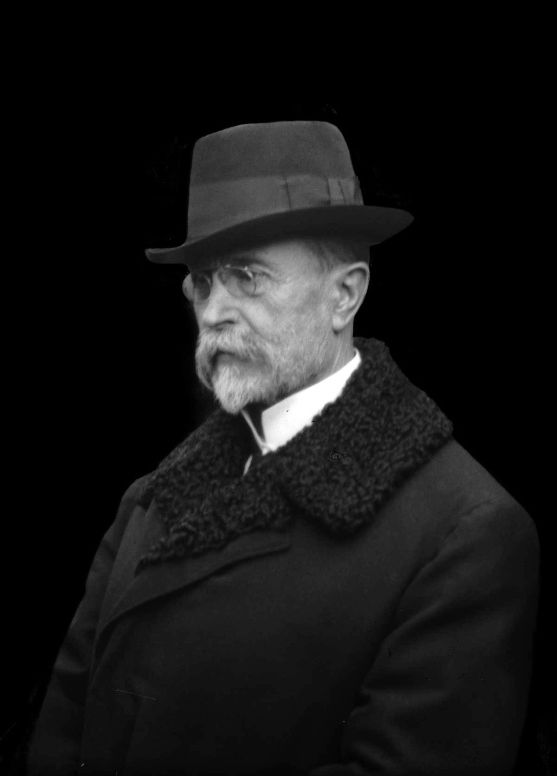
Tomáš Masaryk, primeiro presidente da Checoslováquia.

Embora os tchecos e eslovacos tenham línguas similares, no final do século XIX, a situação era muito diferente, devido aos diferentes níveis de desenvolvimento dos seus governantes - os austríacos na Boêmia e Morávia, e os húngaros na Eslováquia - no interior do Império Austro-Húngaro. A Boêmia era a parte mais industrializada da Áustria e Eslováquia da Hungria, embora a um nível diferente. Apesar das diferenças culturais, os eslovacos compartilham com os checos aspirações semelhantes para a independência do Estado Habsburgo. Ao final do século XIX, a ideia de uma "entidade Tcheco-Eslováquia" começou a ser defendida por alguns dirigentes checos e eslovacos.
Durante a Primeira Guerra Mundial em 1916, juntamente com Edvard Benes e Milan Rastislav Štefánik (um astrônomo e herói de guerra eslovaco), Tomáš Masaryk criaram o Conselho Nacional da Checoslováquia. Embora Masaryk estivesse nos Estados Unidos, Benes e Štefánik na França e no Reino Unido, trabalharam incansavelmente para conquistar o reconhecimento das potências aliadas. No verão de 1918, quando as negociações secretas entre os Aliados e o imperador da Áustria-Hungria Carlos I desmoraram, os aliados concordaram que a Conselho Nacional Checoslovaco seria o principal agente do futuro governo checoslovaco.

## A Primeira República (1918-1938)

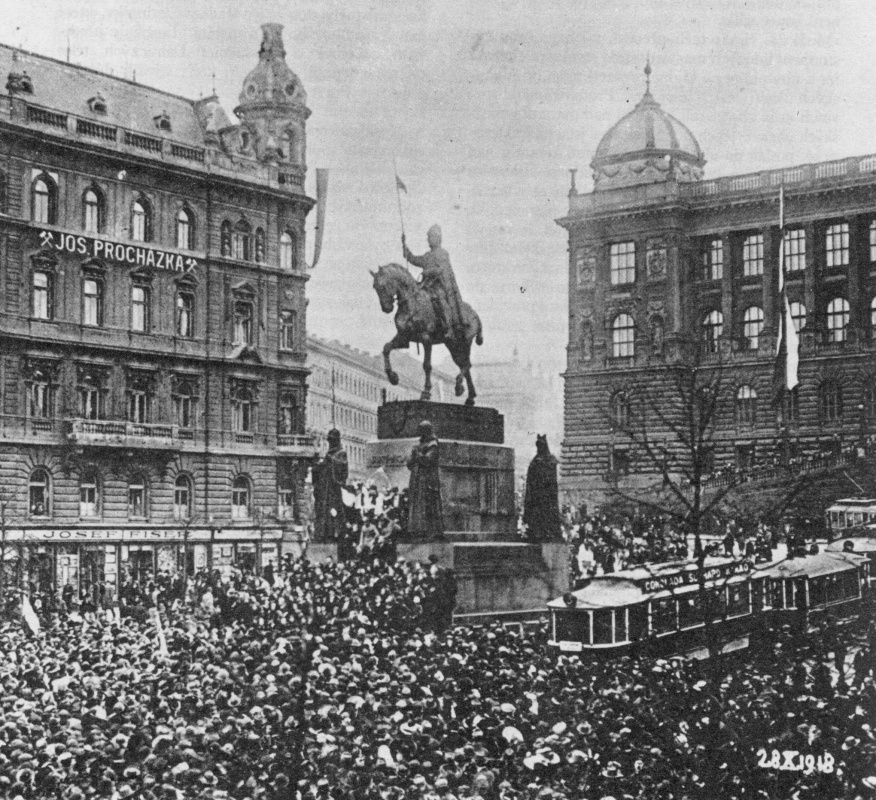
Manifestação na Praça de Wenceslao (Praga), no dia da proclamação da independência.

A independência da Checoslováquia foi oficialmente proclamada em Praga, em 28 de outubro de 1918 no Salão Smetana do Palácio Municipal, um espaço físico fortemente associado com o sentimento nacionalista. Os eslovacos se juntaram oficialmente ao Estado dois dias depois na cidade de Martin. O Conselho aprovou uma Constituição temporária e Tomáš Masaryk foi nomeado presidente em 14 de novembro. O Tratado de Saint-Germain-en-Laye, assinado em 10 de setembro de 1919 entre os Aliados e a Áustria reconheceu formalmente a nova república. Mais tarde, acrescentou a Rutênia ao território tcheco e a Eslováquia pelo Tratado de Trianon, celebrado em 4 de junho de 1920, embora tenha ocorrido vários conflitos de fronteira entre a Polônia e a Checoslováquia.
O novo Estado foi caracterizado por problemas causados por sua origem étnica, histórias separadas e diferentes tradições religiosas, aspectos culturais e sociais dos checos e eslovacos. Os alemães e magiares da Checoslováquia abertamente demonstraram-se contra os assentamentos territoriais.
O Estado checoslovaco foi concebido como uma democracia parlamentar. A Constituição identificou a "nação da Checoslováquia", como a criadora e principal componente do estado checoslovaco e estabeleceu o checo e o eslovaco como línguas oficiais. A gestão do novo governo checoslovaco se distinguiu pela sua estabilidade, o que foi conseguido através dos partidos políticos bem organizados que emergiram como os centros de poder real.

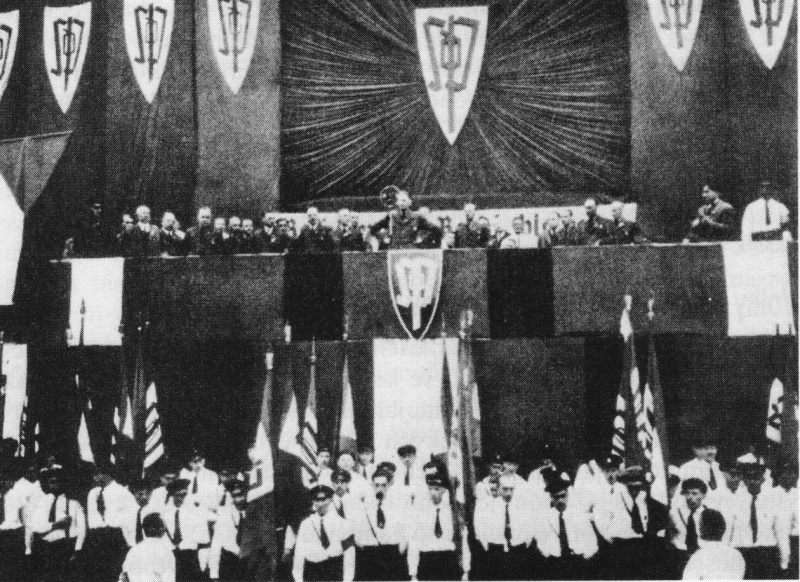
Congresso do Partido dos Sudetos, majoritário entre a minoría alemã a finaia dos anos 30 e controlado pela Alemanha Nazi.

## A Segunda República (1938-1939)
Embora a Checoslováquia fosse o único país da Europa Central que manteve uma democracia parlamentar entre 1918 a 1938, teve que enfrentar problemas com as suas minorias étnicas, sendo a mais importante a grande população alemã do país. Alemães dos Sudetos somavam de 3 a 3,5 milhões da população de 14 milhões na Checoslováquia durante o período entre-guerras e estavam concentrados principalmente nas regiões de fronteira da Boêmia e da Moravia, na chamada região dos Sudetenland em alemão.

Perdas territoriais no inverno de 1938 e o território da Segunda República (Checo-Eslováquia)

A ascensão de Hitler na Alemanha, a anexação da Áustria (Anschluss), o resurgimento do nacionalismo resultante do revisionismo da Hungria e da agitação pela autonomia na Eslováquia e a política de apaziguamento das potências ocidentais (França e Reino Unido), deixou a Checoslováquia sem aliados, exposta a hostilidade da Alemanha e da Hungria em três frentes e de uma Polônia pouco amigável ao norte. Após o Anschluss, a Checoslováquia tornou-se o próximo alvo de Hitler. .  Seu pretexto foram as alegadas privações sofridas pelas populações alemãs que vivem nas regiões fronteiriças do norte e oeste da Checoslováquia. A minoria nacionalista alemã, liderado por Konrad Henlein e veementemente apoiado por Hitler, exigia a união dos distritos predominantemente alemães com a Alemanha nazista. Ameaçando com uma guerra, Hitler pediu pelo Acordo de Munique  a transferência de territórios fronteiriços (Boêmia, Morávia e Silésia), onde toda a população checo seria expulsa. Os acordos foram assinados em 30 de setembro de 1938 pela Alemanha, Itália, França e Reino Unido. O governo da checoslovaco concordo em acatar o acordo que estipula que a Checoslováquia deveria ceder os território dos Sudetos para a Alemanha. Benes renunciou ao cargo de presidente da República da Checoslováquia em 5 de outubro de 1938, ele fugiu para Londres e foi sucedido por Emil Hácha. A incorporação dos Sudetos pela Alemanha nazista iria deixar o resto da Checoslováquia, sem defesas para resistir à ocupação posterior.  Como resultado, a Boêmia e a Morávia perderam cerca de 38% da sua superfície total para a Alemanha, com cerca de 3,2 milhões de habitantes sendo 750 000 checos.

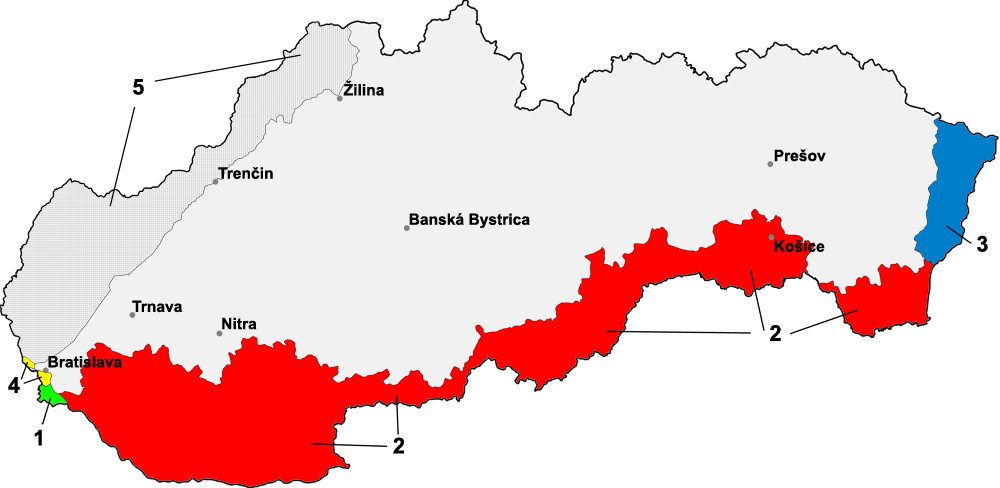
Mudanças territoriais da República Eslovaca 1938-1947 (mudanças na fronteira com a Polónia estão faltando)

A República da Eslováquia: as planícies do sul de maioria Magiar tiveram de ser transferidas para a Hungria pela Primeira Arbitragem de Viena, a Rutênia foi ocupada pela Hungria. Ao participar do ataque alemão à Polónia em 1939 ganhou dois enclaves no norte.

No início de novembro de 1938, sob a Primeira Arbitragem de Viena foi resultado do Acordo de Munique, a Checoslováquia foi forçada pela Alemanha e pela Itália a ceder sul da Eslováquia (um terço do território eslovaco) para a Hungria. Assim, a Hungria obteve 11 882 km² do sul da Eslováquia e do sul da Rutênia. Segundo um censo de 1941, cerca de 86,5% da população deste território era húngara.
Após um ultimato em 30 de setembro de 1938, a Polónia adquiriu a  cidade de Cesky Tesin (cerca de 906 quilômetros quadrados e 250 000 habitantes em sua maioria poloneses) e a cidade de Bohumín (tinha uma área de 801,5 km2 com uma população de 227 399 habitantes) e duas áreas de fronteira menor no norte da Eslováquia, mais precisamente nas regiões de Spiš (124,25 km2 com uma população de 1 009 habitantes) e  Orava (226 km², com 4 280 habitantes, com apenas 0,3% polacos).
Logo após o Acordo de Munique, os 115.000 tchecos e 30.000 alemães fugiram da Tchecoslováquia. Segundo o Instituto de Assistência aos refugiados, o número real de refugiados chegou a quase 150 mil pessoas em 1 de março de 1939 . Os checos da enfraquecida República da Checoslováquia foram forçados a concessões importantes para os não tchecos. O comitê executivo do Partido Popular Eslovaco se reuniu em Žilina em 5 de outubro de 1938 e com o consentimento de todas os partidos eslovacos exceto os social-democratas formaram um governo autónomo eslovaco, sob a liderança de Jozef Tiso. Da mesma forma, as duas principais facções na Rutênia subcarpática, a russófila e a ucranófila, concordaram em estabelecer um governo autônomo, que se constituiu em 8 de outubro de 1938. No final de novembro de 1938, o estado truncado, rebatizado Tcheco-Eslováquia (a chamada Segunda República) foi reconstituído em três unidades autônomas: Checa (ou seja, Boemia e Moravia), Eslováquia e Rutênia.
A 4 de dezembro de 1938, foram realizadas eleições para o Reichsgau Sudetenland, na qual 97,32% da população adulta votou a favor do Partido Nazista. Cerca de meio milhão dos Sudetos se juntou ao Partido Nazista, o que significava 17,34% de alemães nos Sudetos (a percentagem média do NSDAP na Alemanha Nazista era de 7,85%). Como resultado, a região dos Sudetos era a região mais "pró-nazista" do Terceiro Reich..  Por causa de seu conhecimento da língua checa, muitos alemães dos Sudetos foram empregados na administração do Protetorado da Boêmia e Morávia, bem como às organizações nazistas, como a Gestapo. O mais conhecido deles foi Karl Hermann Frank, que ficou como o segundo no comando depois de Reinhard Heydrich do Protetorado da Boêmia e Morávia.

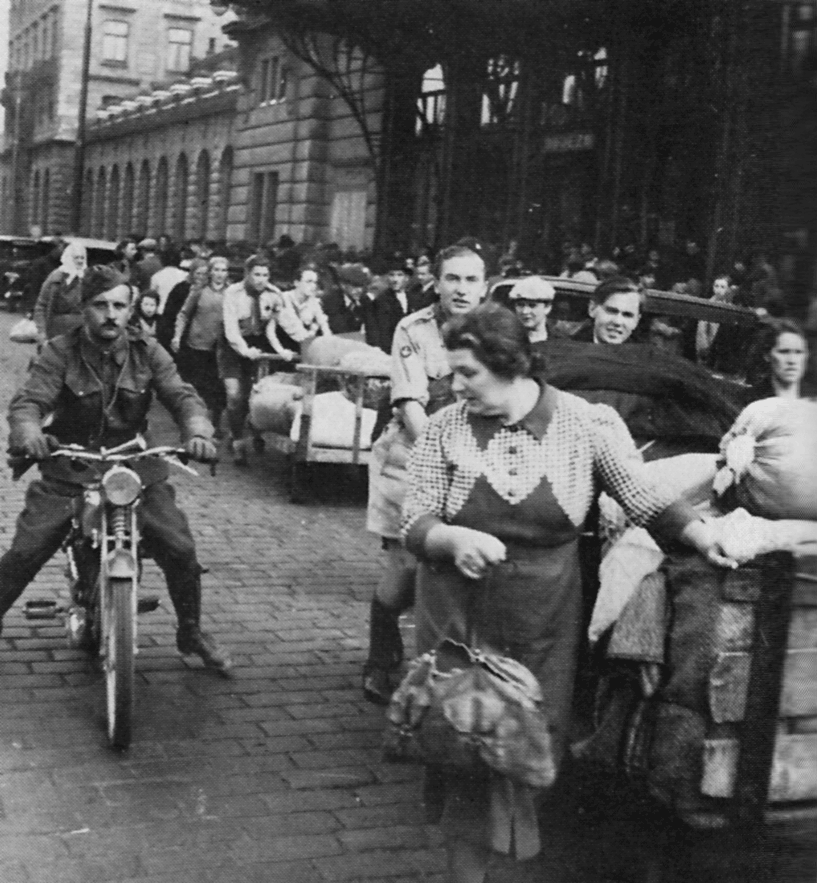
Refugiados checos chegam a Praga, inverno de 1938-1939.

Em 12 de março de 1939, os eslovacos declararam sua independência como um Estado fantoche Hitler forçou Hacha a entregar o que restava da Boêmia e Morávia para o controle alemão em 15 de março de 1939, estabelecendo um protetorado alemão na Boémia e Moravia, que foi criado em 15 de março. No mesmo dia, a Rutênia subcarpatiana declarou a sua independência e foi imediatamente invadida e anexada pela Hungria. Finalmente, em 23 de março, a Hungria invade e ocupa outras regiões no leste da Eslováquia.

## Segunda Guerra Mundial e a ocupação alemã

### A Ocupação alemã

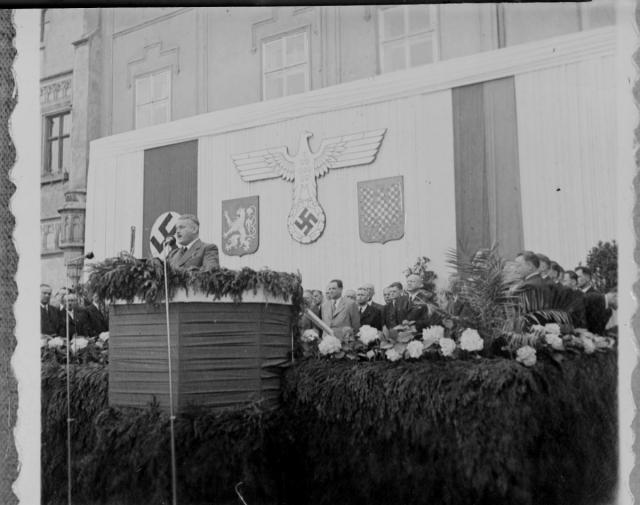
Jaroslav Krejčí, chanceler do protetorado da Boêmia e Morávia, sobre uma plataforma decorada com a bandeira do Reich, a águia nazi com suas asas "protetoras" implantado sobre os escudos que portam o leão da Boemia e a águia da Morávia e a bandeira do Protetorado.

O estatuto de protetorado foi redigido por um decreto de Hitler em 16 de março de 1939. O Protetorado da Boêmia e Moravia não possuía representação própria no exterior e seu exército sob controle do governo não poderia ter mais do que um papel auxiliar. Em cada província, a autoridade era exercida por uma Oberlandrat. Era permitido apenas um partido político: a Aliança Nacional, que é eleito com 99% dos votos em maio de 1939, que não justifica a existência de um parlamento. As líderanças do Protetorado, o presidente e o governo não tinham poderes reais, pois estes estavam concentrados nas mãos de um Reichsprotektor (Protetor do Reich), enquanto o governo foi tomado pelo Secretário de Estado do Protetorado, Karl Hermann Frank. Os vários serviços de polícia alemã como o Sicherheitsdienst e a Gestapo operavam no território do Protetorado e se interessavam-se nos adversários políticos checos e nos numerosos refugiados políticos alemães que não conseguiram fugir antes de 15 de março de 1939. .
Durante os primeiros meses após o estabelecimento do Protetorado, a ocupação alemã foi relativamente suave. Os alemães esforçaram-se para conquistar os trabalhadores, cujo trabalho lhes era necessário e reservaram a repressão aos intelectuais a quem a eclosão da Segunda Guerra Mundial, poderia dar-lhes alguma esperança. Em 28 de outubro de 1939, na ocasião do aniversário da independência da Tchecoslováquia, foram realizadas grandes manifestações para protestar contra a ocupação e no decorrer dos confrontos com a polícia, o estudante Jan Opletal foi mortalmente ferido por um policial alemão. As forças de ocupação alemãs tomaram como pretexto as manifestações estudantis em resposta ao anúncio da morte de Opletal para fechar as escolas superiores. Nove líderes do movimento estudantil foram baleados e vários estudantes foram enviados para campos de concentração nazistas na Alemanha.  A educação nacional foi confiada a um colaborador convencido, o coronel Moravec. Uma das vítimas, Alfons Mucha, morreu pouco depois de um interrogatório conduzido pela Gestapo em julho de 1939.
Como encontrou clemência em demasia em Konstantin von Neurath, Hitler nomeou Reinhard Heydrich suplente (Statthalter) daquele, em 24 de setembro de 1941. Na verdade, von Neurath não tinha poder. Desde sua chegada em Praga, Heydrich endureceu a ocupação alemã. Seu primeiro ato foi a condenar à morte o primeiro-ministro Alois Elias . Entre 27 de Setembro e 29 de novembro, foram baleados mais de 400 checos. A Gestapo era cada vez mais ativa e eliminou mais de 4.000 opositores e membros da resistência. Vários intelectuais foram executados: Vladislav Vančura em 1942 e Julius Fucik em 1943.
Junto com sua política de terror, Heydrich também tentou atrair a simpatia da parte "saudável" da população, aumentando a rações de alimentos e o combate ao mercado negro.

### O governo no exílio
Benes e outros exilados checoslovacos em Londres organizaram um governo checoslovaco no exílio, e negociaram o reconhecimento internacional e a renúncia do Acordo de Munique e suas conseqüências. O governo foi reconhecido pelo secretário dos Negócios Estrangeiros do Reino Unido E. F. L. Wood em 18 de julho de 1940. Em julho e dezembro de 1941, a União Soviética  e os Estados Unidos, também reconheceram o governo no exílio. Unidades militares da Checoslováquia lutaram ao lado das forças aliadas. Em dezembro de 1943, o governo de Benes assinou um tratado com a União Soviética. Benes trabalhou para trazer de volta para a Tchecoslováquia os comunistas no exílio no Reino Unido com a cooperação ativa do seu governo, oferecendo concessões de longo alcance, incluindo a nacionalização da indústria pesada e a criação de comissões populares locais no final da guerra (o que realmente aconteceu mais tarde). Em março de 1945, deu as posições-chave do gabinete para os comunistas checoslovacos exilados em Moscou.
O assassinato do Reichsprotector  Reinhard Heydrich em 1942 por um grupo de comandos tchecos e eslovacos formados por britânicos, e liderados por Jan Kubis e Jozef Gabcik levaram a represálias, inclusive a aniquilação da aldeia de Lídice. Todos os moradores homens foram executados, mulheres e crianças foram transportadas para campos de concentração
Em 8 de maio de 1944, Benes assinou um acordo com líderes soviéticos que estipula que o território checoslovaco libertado pelo exército soviético seria colocado sob controle civil da Checoslováquia.

### Libertação
A Checoslováquia foi libertada pelo Exército Vermelho em 21 de setembro de 1944, apenas a região do sudoeste da Boêmia foi libertada por outras tropas aliadas pelo oeste. Em maio de 1945, as tropas norte-americanas libertaram a cidade de Pilsen . A revolta civil contra a guarnição nazista ocorreu em Praga, em maio de 1945. A resistência foi assistida pelo fortemente armado Exército Russo de Libertação do General Andrei Vlasov, uma força composta de prisioneiros de guerra soviéticos organizadas pelos alemães que voltou-se contra eles. Exceto pelas brutalidades da ocupação alemã da Boémia e Morávia (e, em seguida, pela insurreição nacional eslovaca em agosto de 1944, também na Eslováquia), a Checoslováquia sofreu relativamente pouco com a guerra. Bratislava foi tomada em 4 de abril de 1945 e Praga em 9 de maio de 1945 por tropas soviéticas. Ambos, os soviéticos e as tropas aliadas, foram retiradas no mesmo ano.

## A Terceira República (1945-1948) e o controle comunista (1948)

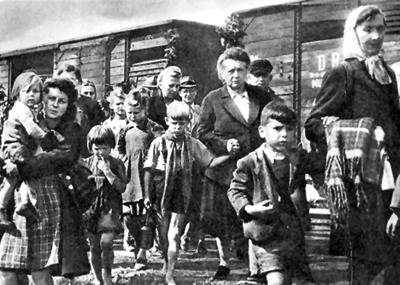
Expulsão dos alemães étnicos dos Sudetos.

A Terceira República iniciou-se em Abril de 1945. Seu governo, instalado em Košice em 4 de abril e se mudou para Praga, em Maio, foi uma coalizão da Frente Nacional em que três partidos socialistas: o Partido Comunista da Checoslováquia, Partido Social-Democrata da Checoslováquia e Partido Nacional-Socialista da Checoslováquia - predominaram. Alguns partidos não-socialistas foram incluídos na coligação, entre os quais o Partido Popular Católico da Morávia e do Partido Democrata da Eslováquia.
Após a rendição da Alemanha nazista, cerca de 2,9 milhões de alemães étnicos foram expulsos da Checoslováquia, com a aprovação dos Aliados. Suas propriedades e direitos foram anulados pelos decretos de Benes. A Checoslováquia logo cairia na esfera de influência soviética.
O entusiasmo popular evocado pelos exércitos de libertação soviéticos beneficiaram o KSC. Os checoslovacos, amargamente desapontados com o Ocidente por causa do Acordo de Munique (1938), responderam favoravelmente tanto ao KSC como a aliança com os soviéticos, decidida por uma solução de compromisso entre os Aliados e Stalin na Conferência de Yalta (1944). Reunidos em um só Estado após a guerra, os tchecos e eslovacos convocaram as eleições nacionais na Primavera de 1946. As forças democráticas lideradas pelo presidente no exílio, Edvard Benes, esperavam que a União Soviética, permitisse a Checoslováquia a liberdade de escolher sua própria forma de governo e aspiravam que a Checoslováquia agisse como uma ponte entre o Oriente e o Ocidente. Os comunistas garantiram forte representação nas comissões nacionais, eleitos pelo voto popular como novos órgãos administrativos locais. Na eleição de maio de 1946, o KSC ganhou mais votos populares na parte checa do país biétnico (40,17%) e o anti-comunista moderado o Partido Democrático ganhou na Eslováquia (62%). Em suma, o KSC venceu com 38% dos votos nacionais.
Edvard Benes continuou como presidente da república e o líder comunista Klement Gottwald se tornou primeiro-ministro. Embora os comunistas fossem apenas uma minoria nos ministérios, foram capazes de controlar todos os ministérios-chave, tais como Ministério do Interior. Em um primeiro momento, o governo tentou participar do Plano Marshall, mas foi forçado a retirar, por ordem do Kremlin.
Em 1947, Stalin convocou Gottwald a Moscou. Em seu retorno a Praga, o KSC mostrou uma significativa radicalização de suas táticas. Em 20 de fevereiro de 1948, doze ministros não-comunistas se demitiram, em parte, para induzir Benes a convocar eleições antecipadas, mas Benes se recusou a aceitar as demissões e não convocou eleições. Enquanto isso, o KSC reuniu suas forças para o golpe de Estado de 1948. O Ministério do Interior, controlado pelos comunistas destacou regimentos de polícias para as zonas sensíveis e armou milicias formadas por trabalhadores. Em 25 de fevereiro, Benes, talvez temendo a intervenção soviética, capitulou e aceitou a renúncia dos ministros dissidentes. Gottwald lhe forneceu uma lista do novo gabinete, que foi concluída sob o manto da legalidade superficial, a tomada de poder pelos comunistas.
Em 10 de março de 1948, o ministro das Relações Exteriores moderado Jan Masaryk foi encontrado morto em um aparente suicídio, mas as circunstâncias suspeitas de sua morte levaram à crença de que foi um assassinato político realizado pelo novo governo comunista

## A era comunista (1948-1989)
Em fevereiro de 1948, quando os comunistas tomaram o poder, a Tchecoslováquia foi declarada uma "democracia popular" (até 1960) como um primeiro passo em direção ao socialismo e, eventualmente, o comunismo. O centralismo burocrático foi introduzido sob a liderança do Partido Comunista da Checoslováquia. Os elementos dissidentes foram removidos de todos os níveis da sociedade, incluindo a Igreja Católica. A StB foi criada em 30 de junho de 1945 pelo Partido Comunista da Tchecoslováquia para desempenhar as funções de polícia política e polícia secreta.
Os princípios ideológicos do marxismo-leninismo e do realismo socialista penetraram na vida cultural e intelectual. A economia estava comprometida com o planificação central e em direção à abolição da propriedade privada do capital.
A Checoslováquia tornou-se um Estado satélite da União Soviética e foi um dos membros fundadores do Conselho para Assistência Econômica Mútua (Comecon), em 1949 e o Pacto de Varsóvia em 1955. O alcance do socialismo controlado de estilo soviético tornou-se política governamental. A autonomia eslovaca foi constrangida, o Partido Comunista da Eslováquia (KSS) fundiu-se com o Partido Comunista da Tchecoslováquia (KSC), mas manteve a sua própria identidade. Seguindo o exemplo soviético, a Checoslováquia, começou a enfatizar o rápido desenvolvimento da indústria pesada. Embora o crescimento industrial de 170% entre 1948 e 1957 fosse impressionante, foi de longe ultrapassado pelo Japão (300%) e a República Federal da Alemanha (quase 300%) e similar à Áustria e Grécia.
Benes se recusou a assinar a Constituição Comunista de 1948 (Nona Constituição de Maio) e renunciou à presidência, foi substituído por Klement Gottwald. Gottwald morreu em 1953, sendo sucedido por Antonín Zápotocký como presidente e por Antonín Novotný como chefe do Partido Comunista da Tchecoslováquia. Após extensos expurgos inspirados no modelo stalinista em outros Estados do Leste Europeu, o Partido Comunista experimentou 14 seus ex-líderes em novembro de 1952 e 11 foram condenados à morte. Por mais de uma década depois, a estrutura política da Checoslováquia comunista foi caracterizada pela ortodoxia da liderança do chefe do partido Antonín Novotny. Novotný tornou-se presidente em 1957, quando Zápotocký morreu.
Na década de 1950, os stalinistas acusaram seus opositores de "conspiração contra a ordem democrática do povo" e "alta traição", a fim de desalojá-los das posições de poder. As detenções em larga escala dos comunistas com um "fundo" internacional, ou seja, aqueles com uma conexão nos tempos de guerra com o Ocidente, veteranos da Guerra Civil Espanhola, judeus e "nacionalistas burgueses" da Eslováquia, foram perseguidos por farsa judicial. O resultado destas farsas, que serviram a propaganda comunista, foi muitas vezes conhecidas com antecedência e as penas eram extremamente pesadas, como no caso de Milada Horáková, que foi condenado à morte juntamente com Jan Buchal, Záviš Kalandra e Oldřich Pecl.
A Constituição de 1960 declarou a vitória do socialismo e proclamou a República Socialista da Checoslováquia.
A Desestalinização teve um início tardio na Tchecoslováquia. No início dos anos 1960, a Checoslováquia tornou-se uma economia severamente estagnada. A taxa de crescimento industrial foi a menor na Europa Oriental. Como resultado, em 1965, o partido aprovou um novo modelo económico, a introdução de elementos de livre mercado na economia. As "Teses" do Partido Comunista de dezembro de 1965 apresentou uma resposta ao convite do partido para a reforma política. O centralismo democrático foi redefinido, colocando uma forte ênfase sobre a democracia. O papel principal do Partido Comunista foi reafirmado, mas limitado. Os eslovacos pressionaram para a federalização. Em 5 de janeiro de 1968, o Comitê Central do Partido Comunista elegeu Alexander Dubcek, um reformador eslovaco, para substituir Novotný como primeiro-secretário do Partido Comunista da Tchecoslováquia. Em 22 de março de 1968, Novotný renunciou à presidência e foi sucedido pelo general Ludvík Svoboda.

### A Primavera de Praga (1968)

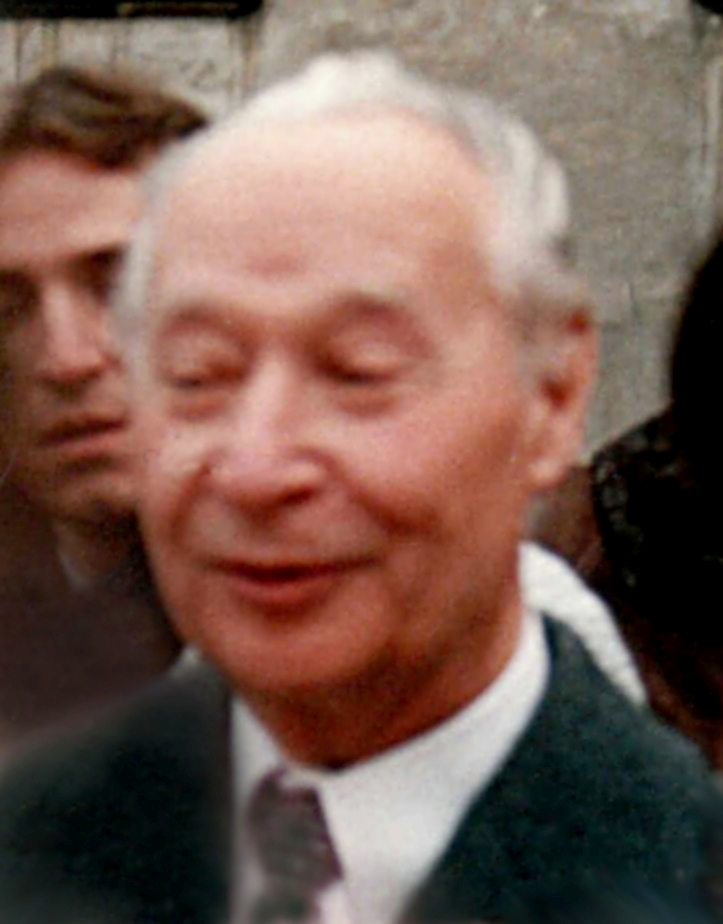
Alexander Dubcek dirigiu a tentativa de democratização socialista em seu país. Seu propósito, destinado a democratizar o Estado e as estruturas internas do Partido, e abrir a nação às potencias ocidentais, foi referendado por grande parte da população checoslovaca. A tentativa (o Socialismo com rosto humano) seria abortado sangrentamente pelas tropas soviéticas do Pacto de Varsóvia em agosto de 1968.

Dubček realizou um movimento de reforma em passo na direção do liberalismo. Depois da queda de Novotný, a censura foi abolida. A imprensa, rádio e televisão foram mobilizadas para fins de propaganda reformista. O movimento para democratizar o socialismo na Tchecoslováquia, antes confinados em grande parte a intelligentsia do partido, adquiriram um dinamismo novo, popular na primavera de 1968 (a "Primavera de Praga"). Elementos radicais encontraram expressão: polêmicas anti-soviéticas na imprensa, os social-democratas começaram a se formar um grupo separado; novos afiliados a partidos políticos foram criados. Os conservadores do partido pediram a aplicação de medidas repressivas, mas Dubček aconselhou moderação. Além disso, a liderança de Dubček pediu mudanças político-militares no Pacto de Varsóvia e no Conselho para Assistência Econômica Mútua dominados pela União Soviética. A liderança afirmou a sua lealdade ao socialismo e o Pacto de Varsóvia, mas também expressou o desejo de melhorar as relações com todos os países do mundo, independentemente dos seus sistemas sociais.
Um programa aprovado em abril de 1968 estabeleceu diretrizes para uma sociedade moderna, a democracia humanista socialista que garanta, entre outras coisas, a liberdade de religião, de imprensa, de reunião, de expressão e de viagem; um programa que, nas palavras de Dubcek, daria ao socialismo "uma face humana". Após 20 anos de participação do pequeno público, a população começou gradualmente a ter interesse no governo, e Dubček se tornou uma figura nacional verdadeiramente popular.
As declarações reformas internas e da política externa da liderança de Dubček criou grande preocupação entre alguns outros governos do Pacto de Varsóvia. Os conservadores da Checoslováquia tinham desinformado Moscou sobre a força do movimento de reforma. Como resultado, países das tropas do Pacto de Varsóvia (com exceção da Romênia) invadiram a Tchecoslováquia durante a noite de 20-21 agosto. Dois terços do Comitê Central do Partido Comunista da Tchecoslováquia se opuseram à intervenção soviética. A oposição popular foi expressa em numerosos atos espontâneos de resistência não-violenta. Em Praga e outras cidades da república, os checos e eslovacos cumprimentaram os soldados do Pacto de Varsóvia, com argumentos e acusações. O governo tcheco declarou que as tropas não tinham sido convidadas para o país e que a invasão foi uma violação dos princípios socialistas, do direito internacional e a Carta das Nações Unidas. Dubcek, que havia sido preso na noite de 20 de agosto, foi levado a Moscou para negociações. O resultado foi a Doutrina Brejnev de soberania limitada, que prevê o reforço do Partido Comunista da Tchecoslováquia, o controle estrito do partido e dos meios de comunicação, e a supressão do Partido Social Democrata da Checoslováquia .
Em 19 de janeiro de 1969, o estudante Jan Palach ateou fogo ao corpo em Praga, na Praça de Venceslau, para protestar contra a invasão da Checoslováquia pela União Soviética em 1968.
Os principais reformadores da Checoslováquia foram levados secretamente e violentamente para a União Soviética, onde assinaram um tratado que prevê o "estacionamento temporário" de um número indeterminado de soldados soviéticos na Checoslováquia. Dubček foi removido do partido como primeiro-secretário em 17 de Abril de 1969, e substituído por outro eslovaco, Gustav Husák. Mais tarde, Dubcek e muitos de seus aliados dentro do partido foram despojados de suas posições em um expurgo que durou até 1971 e a filiação partidária foi reduzida em quase um terço.

### Consequências

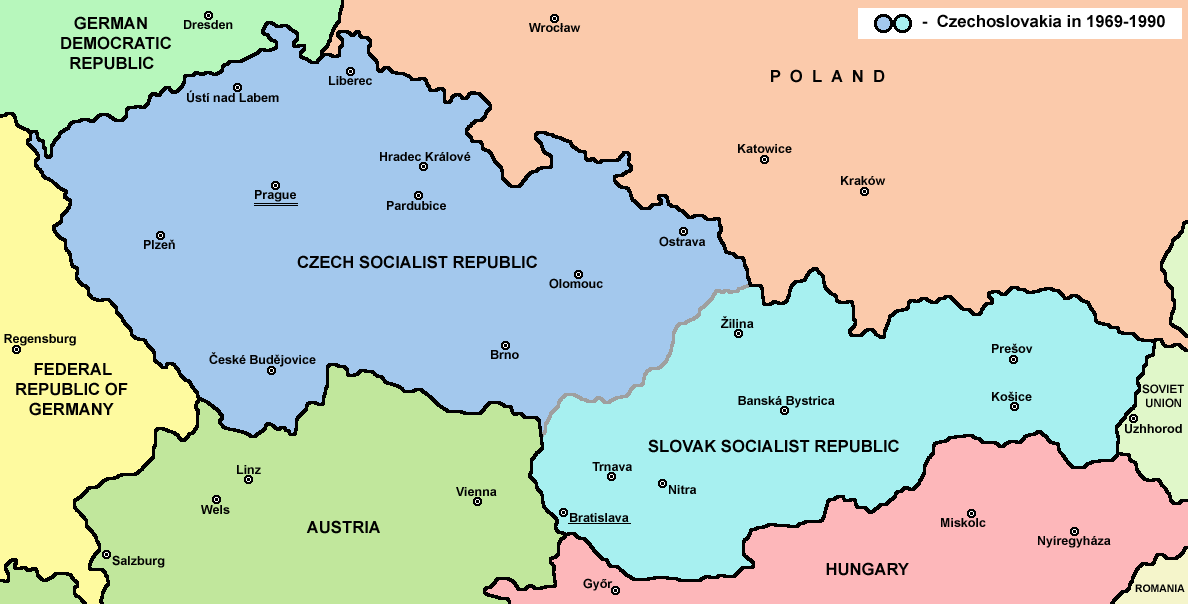

Dubcek permaneceu no cargo apenas até abril de 1969. Gustáv Husák (um centrista, e curiosamente um dos "nacionalistas burgueses" eslovacos, preso pelo próprio KSC na década de 1950) foi nomeado primeiro-secretário (título alterado para secretário-geral em 1971). Um programa de "normalização", a restauração da continuidade com o período prereform foi iniciado. A Normalização implicava numa profunda repressão política e no retorno ao conformismo ideológico. Um novo expurgo limpou os dirigentes da Checoslováquia de todos os elementos reformistas.
As manifestações anti-soviéticas em agosto de 1969 inaugurou um período de dura repressão. A década de 1970 e 1980 ficou conhecido como o período de "normalização", em que os apologistas da invasão soviética de 1968 impediram, da melhor forma possível, qualquer oposição ao seu regime conservador. A vida política, social e a económica estagnaram. A população, intimidada pela "normalização", foi silenciada. Apenas um ponto exigido durante a Primavera de Praga, que se conseguiu foi a federalização do país (em 1969), que, contudo, era mais ou menos apenas formal sob a normalização. A recém-criada Assembleia Federal (parlamento federal, por exemplo), que substituiu a Assembleia Nacional, trabalhou em estreita colaboração com o Conselho Nacional da República Checa e o Conselho Nacional da Eslováquia (ou seja, os parlamentos nacionais).
Em 1975, Gustav Husák acrescentou o cargo de presidente ao seu posto como chefe do partido. O regime Husák obrigava conformidade e obediência em todos os aspectos da vida. Husák também tentou obter a aquiescência de seu governo, proporcionando um melhor padrão de vida. Retornou a Tchecoslováquia para uma economia de comando ortodoxo com uma ênfase no planejamento central e continuou a expandir a industrialização. Por um tempo a política pareceu bem sucedida, a década de 1980, entretanto, foi mais ou menos um período de estagnação econômica. Outra característica do Governo de Husák foi uma contínua dependência da União Soviética. Em 1980, cerca de 50 por cento do comércio externo da Checoslováquia estava com a União Soviética, e quase 80 por cento foi com os países comunistas.
Através dos anos 1970 e 1980, o regime foi desafiado pelos indivíduos e grupos organizados que aspiram a independência de pensamento e atividade. A primeira oposição organizada surgiu sob a égide da Carta 77. Em 6 de janeiro de 1977, um manifesto chamado Carta 77 apareceu em jornais alemães. O manifesto original alegadamente foi assinado por 243 pessoas, entre els estavam artistas, ex-funcionários públicos, e outras figuras proeminentes. A Carta tinha mais de 800 assinaturas até o final de 1977, incluindo os trabalhadores e a juventude. Ela criticou o governo por não aplicar as disposições de direitos humanos dos documentos que tinha assinado, inclusive própria Constituição do Estado; convenções internacionais sobre assuntos políticos, direitos civis, econômicos, sociais e culturais, e a Acta Final da Conferência para a Segurança e Cooperação na a Europa. Apesar de não ser organizado em qualquer sentido real, os signatários da Carta 77 constituíram uma iniciativa dos cidadãos, visando a induzir o governo tcheco a observância das obrigações formais a respeitar os direitos humanos dos seus cidadãos. Os signatários foram presos e interrogados, demitidos de seus empregos, muitas vezes seguidas. Devido a religião oferecer possibilidades para o pensamento e as atividades independentes do Estado, também foi severamente restrita e controlada. Sacerdotes eram obrigados a serem licenciados. Ao contrário da Polônia, a dissidência e a atividade independente da Checoslováquia foram limitadas a um segmento relativamente pequeno da população. Muitos tchecos e eslovacos emigraram para o Ocidente.

## O fim da era comunista (1989) e a Revolução de Veludo de 1989
Apesar de, em Março de 1987, Husák nominalmente compromer a Checoslováquia a seguir o programa da perestroika de Gorbachev, isso não aconteceu muito na realidade. Em 17 de dezembro de 1987, Husák, que estava a um mês longe do seu septuagésimo quinto aniversário, renunciou como chefe do KSČ. Manteve, no entanto, seu posto de presidente da Checoslováquia e a sua plena adesão no Presidium do KSC. Miloš Jakes, que substituiu Husák como primeiro-secretário do KSC, não muda nada. O ritmo lento do movimento de reforma da Checoslováquia era irritante para a liderança soviética.
A primeira manifestação anti-comunista ocorreu no dia 25 de março de 1988, em Bratislava (a manifestação de Vela em Bratislava). Foi uma reunião pacífica não autorizada de cerca de 2000 (outras fontes citam 10.000) católicos. Manifestações também ocorreram em 21 de agosto de 1988 (aniversário da intervenção soviética de 1968), em Praga, em 28 de outubro de 1988 (aniversário da criação da Checoslováquia em 1918), em Praga, Bratislava e algumas outras cidades, em Janeiro de 1989 (aniversário da morte de Jan Palach em 16 de janeiro de 1969), em 21 de agosto de 1989 e em 28 de outubro de 1989.
A revolução anti-comunista teve início em 16 de novembro de 1989, em Bratislava, com uma manifestação de estudantes universitários da Eslováquia para a democracia, e continuou com a demonstração bem conhecida dos estudantes similar Checa, em Praga, em 17 de novembro.

## Checoslováquia Democrática (1989-1992)

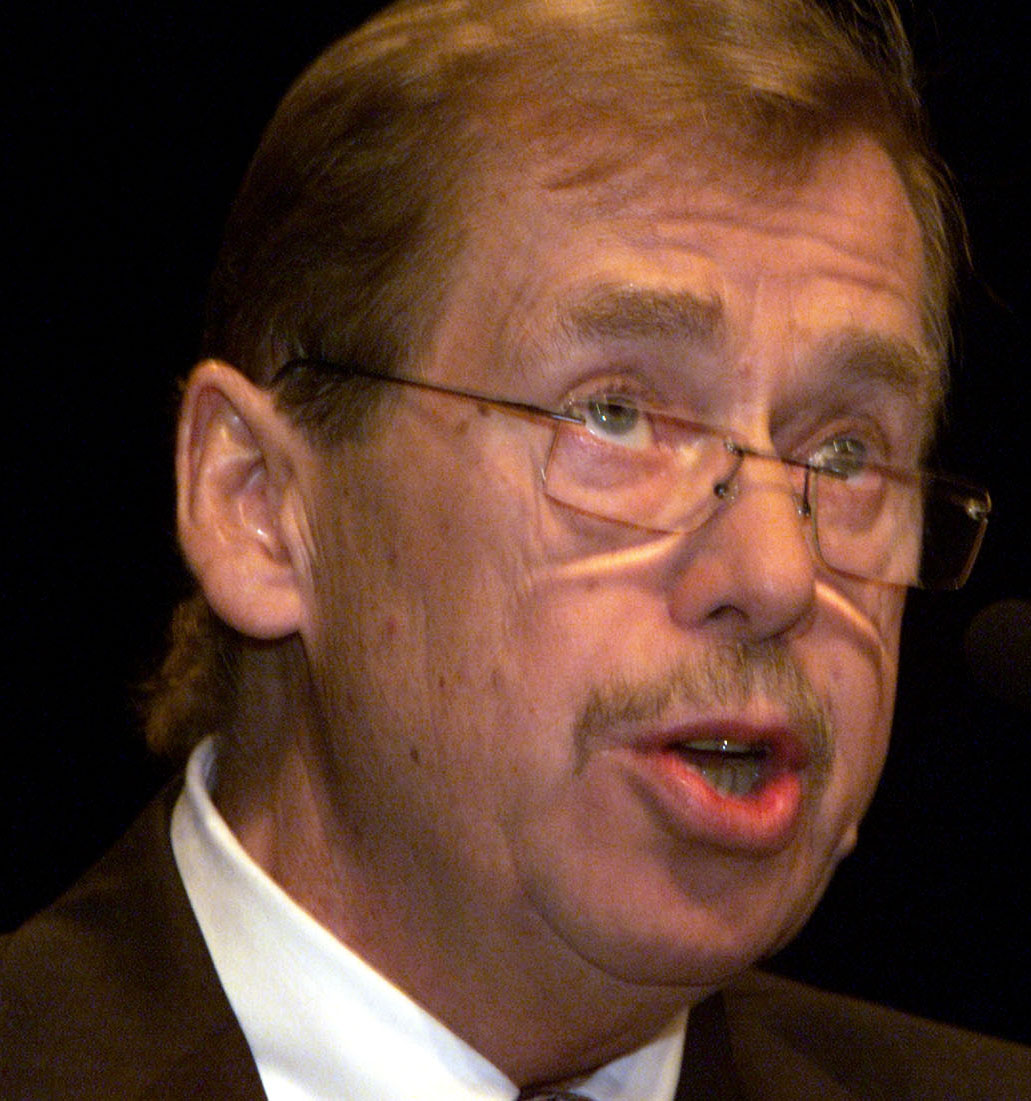
Vaclav Havel, o último presidente da Tchecoslováquia e o primeiro presidente da República Tcheca. Firme defensor da resistência não-violenta, tornou-se um ícone da Revolução de Veludo em seu país, em 1989.

Em 17 de Novembro de 1989, a polícia secreta comunista acabou violentamente com uma manifestação pacífica pró-democracia, batendo brutalmente em muitos estudantes participantes. Nos dias que se seguiram, a Carta 77 e outros grupos uniram-se para tornar o Fórum Cívico, um grupo defendendo a reforma burocrática e as liberdades civis. Seu líder era o dissidente e dramaturgo Václav Havel. Intencionalmente evitando o rótulo de "partido", uma palavra tida como conotação negativa durante o regime anterior, o Fórum Cívico rapidamente ganhou o apoio de milhões de tchecos, assim como o seu homólogo eslovaco, o Público Contra a Violência.
Confrontado com um esmagador repúdio popular, o Partido Comunista entrou em colapso. Seus líderes, Husák e o chefe do partido Miloš Jakes, renunciaram em dezembro de 1989, e Havel foi eleito presidente da Checoslováquia em 29 de dezembro. A rapidez espantosa desses eventos foi, em parte devido à impopularidade do regime comunista e as mudanças nas políticas soviéticas, bem como para a organização, a rápidez e a eficácia destas iniciativas públicas em uma oposição viável.
Um governo de coalizão, no qual o Partido Comunista tinha uma minoria de cargos ministeriais, foi formado em Dezembro de 1989. As primeiras eleições livres na Tchecoslováquia desde 1946 ocorreram em Junho de 1990 sem nenhum incidente e com mais de 95% dos votos da população. Como esperado, o Fórum Cívico e o Público Contra a Violência obtiveram vitórias em suas respectivas repúblicas e ganharam uma confortável maioria no parlamento federal. O Parlamento tomou medidas importantes para garantir a evolução democrática da Tchecoslováquia. Decorre com êxito as eleições locais justas, em Novembro de 1990, garantindo uma mudança fundamental no conselho e ao nível das cidades.
O Fórum Cívico encontra, no entanto, apesar de ter concluído com êxito o seu principal objetivo, a derrubada do regime comunista, torna-se ineficaz como um partido do governo. O desaparecimento do Fórum Cívico foi visto pela maioria como necessária e inevitável.
Até o final de 1990, "clubes" oficiais parlamentares evoluiram com diferentes agendas políticas. O mais influente foi o Partido Democrático Cívico, liderado por Václav Klaus. Outros partidos notáveis que surgiram após a separação da República Checa foram Partido Social Democrata, o Movimento Cívico e a Aliança Cívica Democrática.
Em 1992, as reivindicações para uma maior autonomia eslovaca bloqueou o funcionamento diário do governo federal. Nas eleições de Junho de 1992, o Partido Democrata de Klaus ganhou com folga nas áreas tchecas em uma plataforma de reforma econômica. O Movimento para uma Eslováquia Democrática de Vladimír Mečiar emergiu como um líder do partido na Eslováquia, baseando seu recurso na justiça às demandas da Eslováquia para a autonomia. Federalistas, como Havel, foram incapazes de conter a tendência para a separação. Em julho de 1992, o presidente Havel renunciou. Na segunda metade de 1992, Klaus e Mečiar chegaram a um acordo em que as duas repúblicas iriam seguir caminhos separados até o final do ano.
Os membros do Parlamento da Checoslováquia (Assembleia Federal), divididos em linhas nacionais, colaboraram para criar a lei oficial que separa as duas nações no final de 1992. Em 1 de janeiro de 1993, a República Tcheca (Czechia) e a República Eslovaca (Eslováquia) foram simultaneamente e de forma pacífica fundadas.
As relações entre os dois Estados, apesar das ocasionais disputas sobre a divisão da propriedade federal e o governo de fronteira, tem sido pacífica. Ambos os estados atingiram reconhecimento imediato dos EUA e seus vizinhos europeus.